# KV-13
KV-13 byl experimentální sovětský střední tank, vyvinutý během druhé světové války. Byl vytvořen na podvozku tanku KV-1 v konstrukční kanceláři CKB-2 Čeljabinského traktorového závodu. Vývoj tanku probíhal mezi závěrem roku 1941 a začátkem roku 1942. Byl charakterizován jako univerzální tank, který měl nahradit produkci T-34 i KV-1 zároveň.

## Vývoj
První prototyp KV-13 byl vyroben na jaře roku 1942, ale na podzim téhož roku se ukázalo že tank není mechanicky spolehlivý, že je třeba zesílit pancéřování a podobně. Téhož roku se prováděly modifikace na 2 prototypech. Vývoj byl pozastaven ve prospěch pokračující produkce tanků T-34. Vývoj zbývajících dvou prototypů vedl v roce 1943 ke vzniku těžkých tanků IS-1.